# Cerkev sv. Katarine, Veliki Otok
Cerkev sv. Katarine je podružnična cerkev župnije Postojna, ki stoji tik pod Kaculom v samem središču zgornjega dela Velikega Otoka ob Postojni. 
Starejši viri govorijo, da je na tem mestu najprej stala manjša cerkev, zgrajena že pred letom 1700 in zidana v gotskem slogu. Majhno cerkvico so kasneje zaradi vse večjih potreb podrli in na njenem mestu leta 1733 sezidali večjo. Tudi oltar je bil istega leta prenovljen in izdelan iz rdečega marmorja. Cerkev je sedaj dolga 17 m, široka pa nekaj več kot 8 m. V zvoniku so prvotno zvonili trije zvonovi, toda v obdobju svetovnih vojn so večja dva uporabili za vojaške potrebe. Prav tako so v tem obdobju razkrili bakreno streho in cerkev pokrili s pločevino.
Cerkev je bila do danes večkrat prenovljena in je tudi turistično dobro obiskana, saj leži slab kilometer od Postojnske jame.